# Богичевич, Миленко
Миленко Богичевич (серб. Миленко "Микица" Богићевић, род. 9 декабря 1976, Крупань, Социалистическая Республика Сербия, Югославия) — сербский баскетбольный тренер.

## Карьера
Начал тренерскую карьеру в сербском клубе «Беовук 72» в 2004 г.
После ухода из "Беовука" работал ассистентом во многих клубах.
В 2023 г. стал главным тренером саратовского «Автодора», выступающего в Единой лиге ВТБ.